# Sd.Kfz. 234/2 Puma
 (17 mai 2017).
La forme ressemble trop à un extrait de cours et nécessite une réécriture afin de correspondre aux standards de Wikipédia.
Le Sd.Kfz. 234/2 Puma était une automitrailleuse allemande de la série des Sd.Kfz. 234, qui succédait à la série des Sd.Kfz. 231 (8-rad), elle même remplaçant les Sd.Kfz. 231 (6-rad) et Sd.Kfz. 232 (6-rad). Le Puma fut utilisé durant la Seconde Guerre mondiale à partir de la mi-1944.
Le SdKfz 234/2 Puma est cité parmi les « engins de reconnaissance lourds à huit roues motrices […] les plus remarquables de la Wehrmacht ».

## Besoins
À la fin des années 1920, du fait du traité de Versailles, l'Allemagne se voit interdire toute possibilité de construire des chars. La signature de l'accord secret de Rapallo en 1922, qui institue une collaboration renforcée en matière militaire entre la Russie et la république de Weimar, permet au général Hans von Seeckt, commandant en chef de la Reichswehr, de disposer d'un terrain d'essais à Kazan, près de la Volga. Situé bien loin de l’œil inquisiteur des inspecteurs chargés de faire respecter les termes du diktat versaillais, celui-ci voit débarquer toute une série de prototypes en provenance des usines allemandes. 
Pour berner les Alliés, ces derniers sont camouflés grâce à des désignations pacifiques ; c'est ainsi que les chars sont baptisés Traktoren (tracteurs), les véhicules à roues étant quant à eux appelés Gepanzerter Mannschaftstransportwagen, ce qui, en fait, signifie « transport de troupes blindé », les termes du traité de Versailles autorisant la possession d'engins de cette catégorie à des fins strictement policières et de maintien de l'ordre. 
En 1926-1927, le « Heereswaffenamt Wa Prüf 6 », chargé de l'étude des futurs blindés, est obligé de se rendre à l'évidence : l'adaptation d'un châssis commercial existant ne permettra pas de déboucher sur un véhicule de reconnaissance efficace. Il émet donc une série de spécifications concernant un char à roues. En effet, les prototypes de véhicules à roues testés à Kazan ne sont pas à proprement parler des automitrailleuses blindées mais de véritables chars à roues. Et de fait, la conception de véhicules de reconnaissance, les célèbres Panzer Spähwagen, ne va commencer qu'avec l'émergence des premières divisions blindées.  
Les exigences en matière de performances posées par l'organisme allemand sont drastiques : il faut que l'engin soit capable de rouler le plus silencieusement possible à des vitesses variant de 3 à 65 km/h et qu'il jouisse d'une autonomie de 200 kilomètres. Il doit être à même de rouler en tout-terrain, franchir des fossés de 1,50 mètre et des rivières d'1 mètre de profondeur tout en pouvant se transformer en draisine grâce à la suppression des pneus sur les jantes. En emportant un équipage de cinq hommes, il doit avoir l'aptitude d'inverser en moins de dix secondes et rouler à la même vitesse tant vers l'avant que vers l'arrière. L'ensemble de ces spécifications représente un défi de taille pour les concepteurs des trois firmes qui se lancent dans la course : Büssing-AG, Magirus et Daimler-Benz, chacune développant sa propre solution.

## Développement
L'engin proposé par Daimler-Benz est étudié par Ferdinand Porsche. Ce dernier choisit d'équiper son prototype de huit roues motrices (Achtrad) à suspension indépendante. C'est dans ce concept que réside le secret de la remarquable agilité du véhicule et de ses descendants. Techniquement parlant, une roue indépendamment suspendue signifie qu'une variation de sa position n'influence pas celle des autres. Ceci permet donc au train de roulement  de littéralement coller au terrain. 
A contrario, un châssis commercial de camion est prévu pour rouler sur une route voir des chemins vicinaux. Dans ce cas, la suspension est moins sollicitée, ce qui permet de considérablement simplifier la construction et ainsi réduire les coûts. Les roues sont alors généralement fixées en vis-à-vis sur des axes communs servant en même temps d'arbre de transmission. Cette disposition classique a une répercussion directe sur la rigidité de la suspension car, si une roue suit l'aspérité du terrain, celle qui est fixée à l'autre bout de l'axe bouge également. Le hasard des cahots imposant des variations de positions  qui s'opposent, il en résulte une diminution de la mobilité et des capacités de franchissement. Or, ces inconvénients n'existent pas dans le cas d'un châssis à huit roues indépendantes et c'est évidemment ce qui en fait son intérêt. Cette idée signée Porsche sera ultérieurement reprise lors de la conception du Puma et c'est ce qui lui donnera une indéniable supériorité sur les engins alliés de même catégorie. 
L'autre concept génial introduit sur son prototype par Porsche est de directement fixer les bras de suspension sur la superstructure blindée, ce qui, non seulement, en fait une machine aisée à construire car simple mais aussi plus basse que les autres et donc plus furtive sur le champ de bataille. En outre, pour permettre le passage à gué d'un mètre de profondeur, le véhicule est doté d'une coque étanche et d'un système de propulsion par hélice. Deux exemplaires de présérie sont construits ; l'un reçoit une caisse rectangulaire qui augmente son volume et donc sa flottabilité, l'autre une coque arrondie qui lui permet de se mouvoir plus facilement dans l'eau et d'avoir une meilleure résistance aux coups, les arrondis étant mécaniquement plus résistants qu'une plaque (sans oublier le fait qu'ils ont aussi tendance a dévier les obus). L'engin répond également aux spécifications du Heereswaffenamt en ce qui concerne sa capacité à rouler dans les deux sens à la même vitesse. En fait, le siège du pilote est pivotant et les commandes sont présentes à l'avant et à l'arrière. 
La colonne de direction arrière et les pédales sont démontables afin de cacher les véritables fonctions du véhicule aux inspecteurs chargés de faire respecter les clauses du traité de Versailles.
La machine de Porsche, baptisée ARW, peut donc changer son sens de marche sans avoir à faire demi-tour, le tout en moins de dix secondes. Seules les roues avant et arrière sont directrices, celles du centre, quoique également motrices, sont fixes. Pour éviter qu'elles ne présentent une résistance lorsque le véhicule tourne, elles sont placées au centre de l'engin d'une manière rapprochée comme sur l'ADGZ autrichien.

## Production

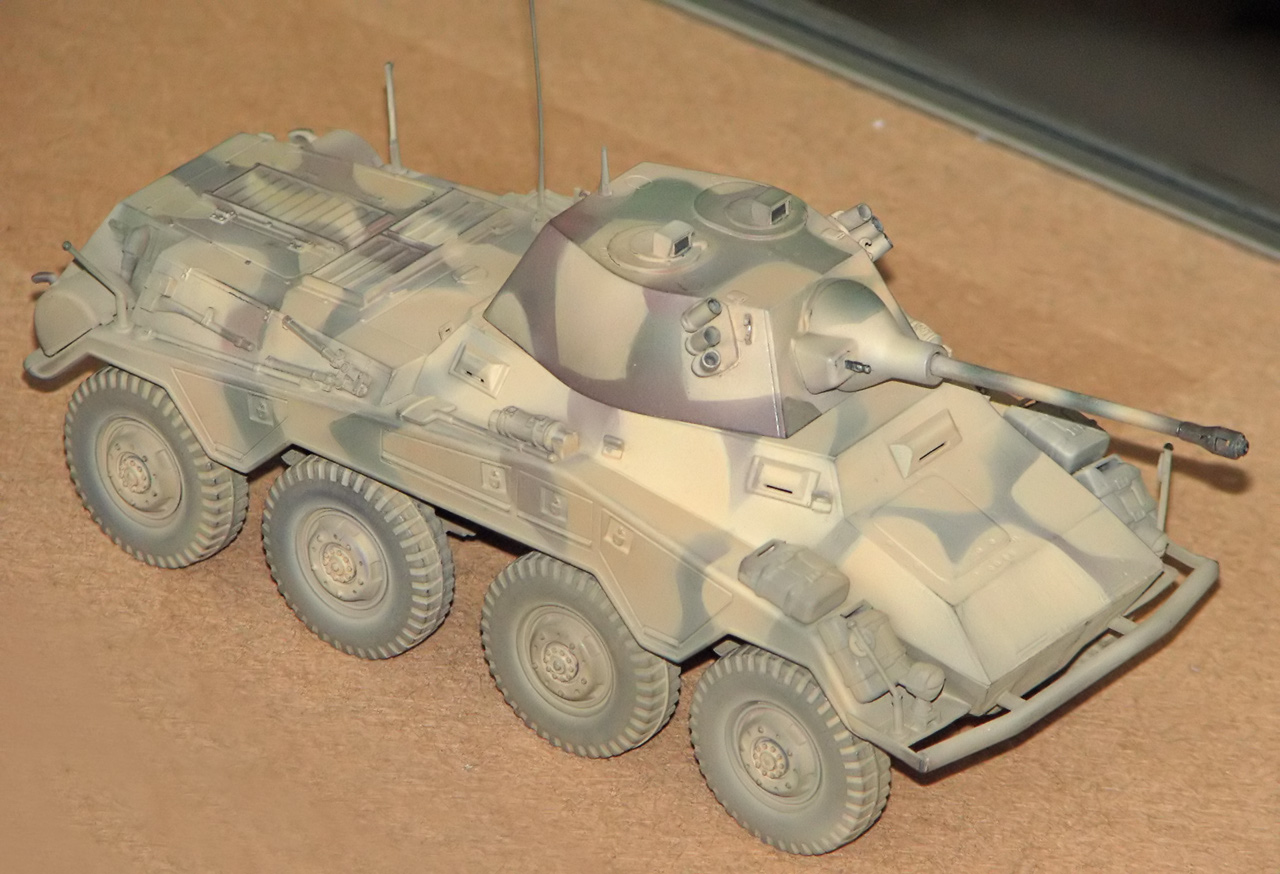
Maquette de Sd.Kfz. 234/2 Puma.

Le véhicule présenté  par Daimler-Benz se révèle supérieur à ceux de ses concurrents. Celui développé par Büssing-Nag dispose de dix roues motrices, mais il est trop haut, moins mobile et il coule lors de ses essais amphibies à Kazan.Le Heerewaffenamt Wa Prüf 6 se dit intéressé par le véhicule de Porsche. Cependant, la situation industrielle et financière de la république de Weimar ne permet pas de construire ce véhicule en grande série.
En outre, la possibilité de transformer un châssis commercial de camion est toujours d'actualité, même si cette solution se révèle moins performante quant à la mobilité. Toutefois, les autorités allemandes choisissent de se rabattre sur un châssis Krupp 4X6 devant servir de base à la série des Sd.Kfz. 231, 232, 263 (6rad) qui formeront l'ossature des unités de reconnaissance lors de la campagne de Pologne, la Westfeldzug ainsi que l'opération Barbarossa. Néanmoins, études et tests ne sont pas déroulés en pure perte car les évolutions technologiques introduites par Ferdinand Porsche ne seront pas oubliées.